# Park Ward

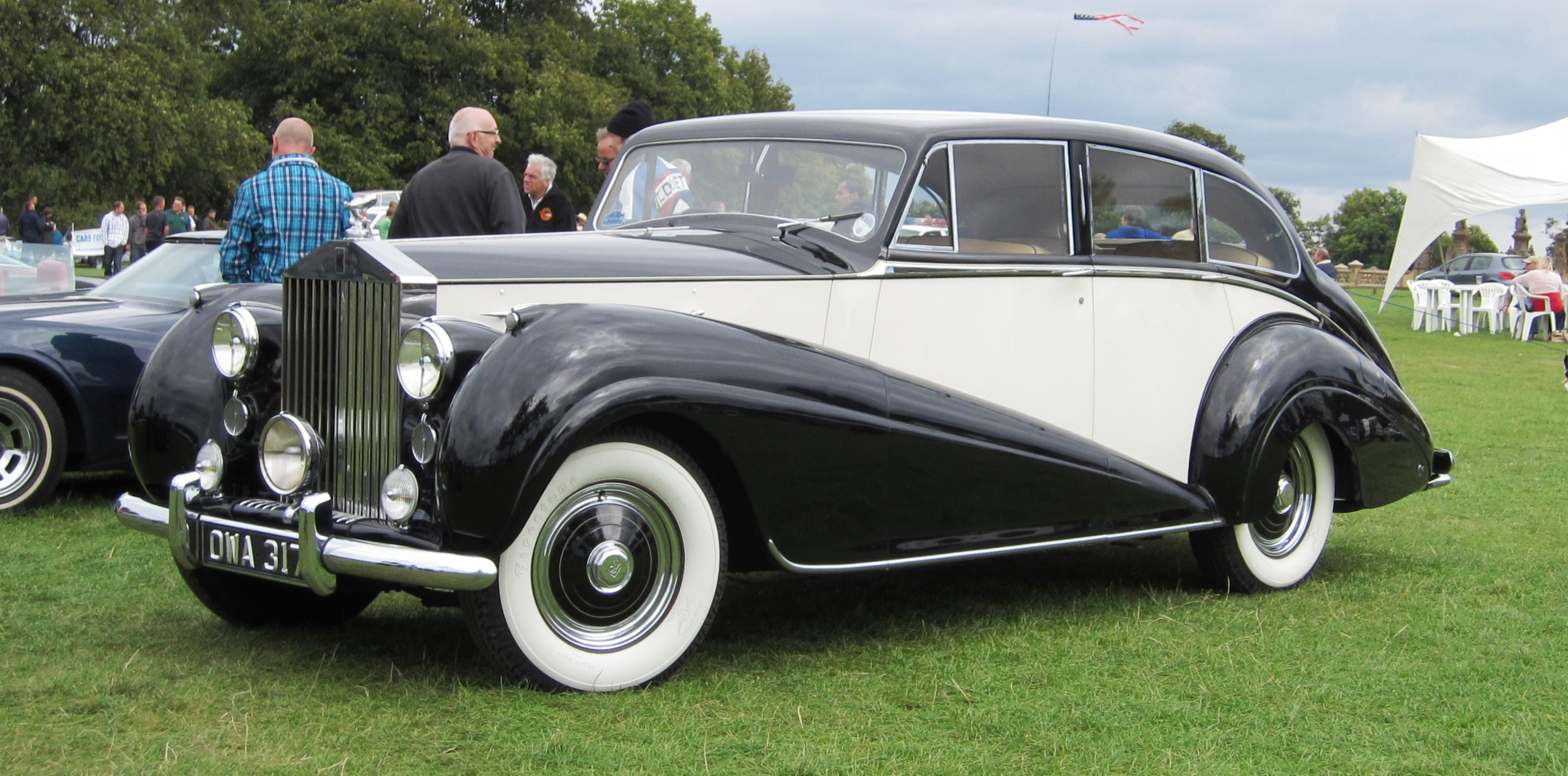
Rolls-Royce Silver Wraith mit Carrosserie von Park Ward (1951)

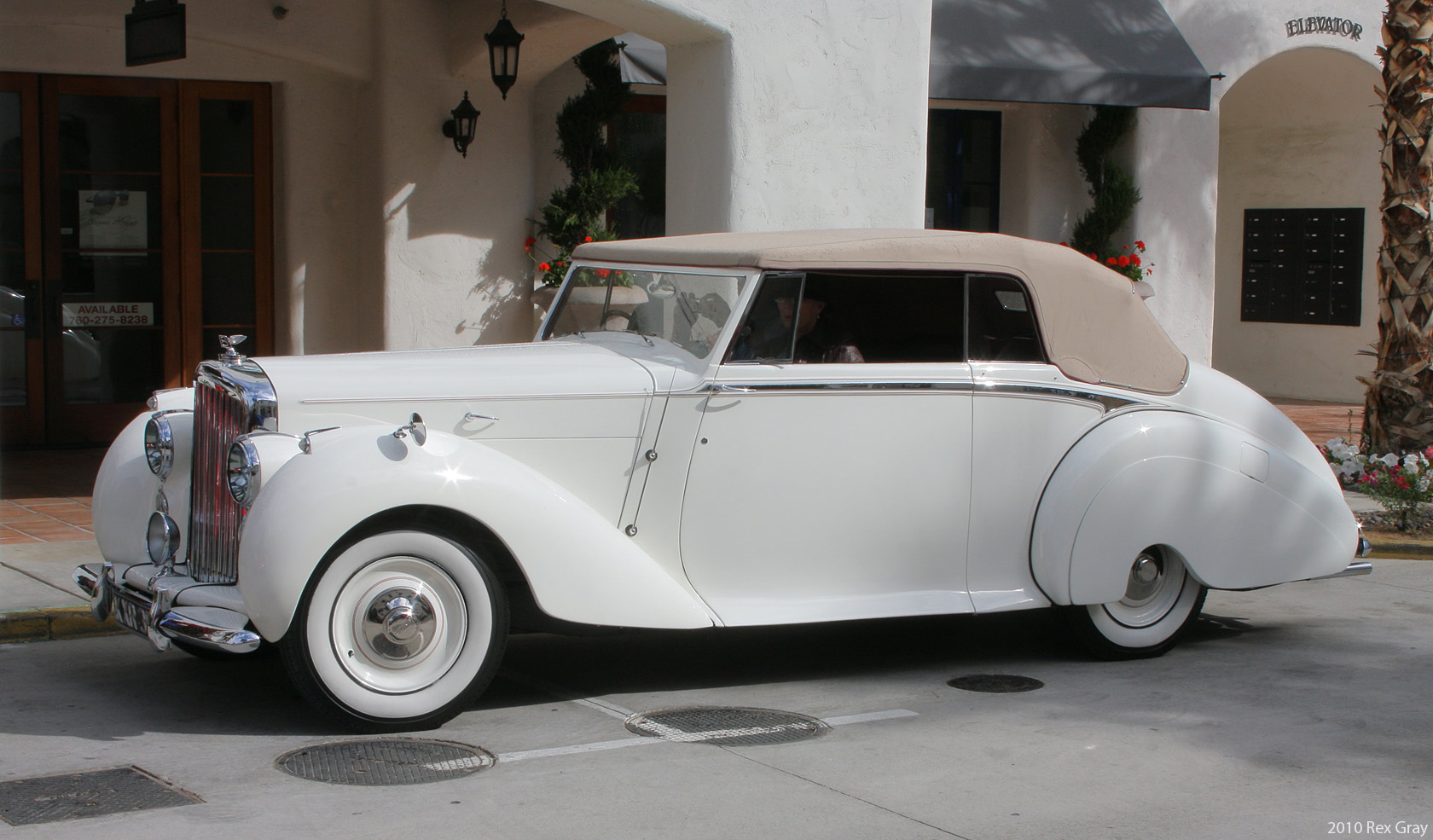
Bentley Mark VI Park Ward Drophead Coupé (1949)

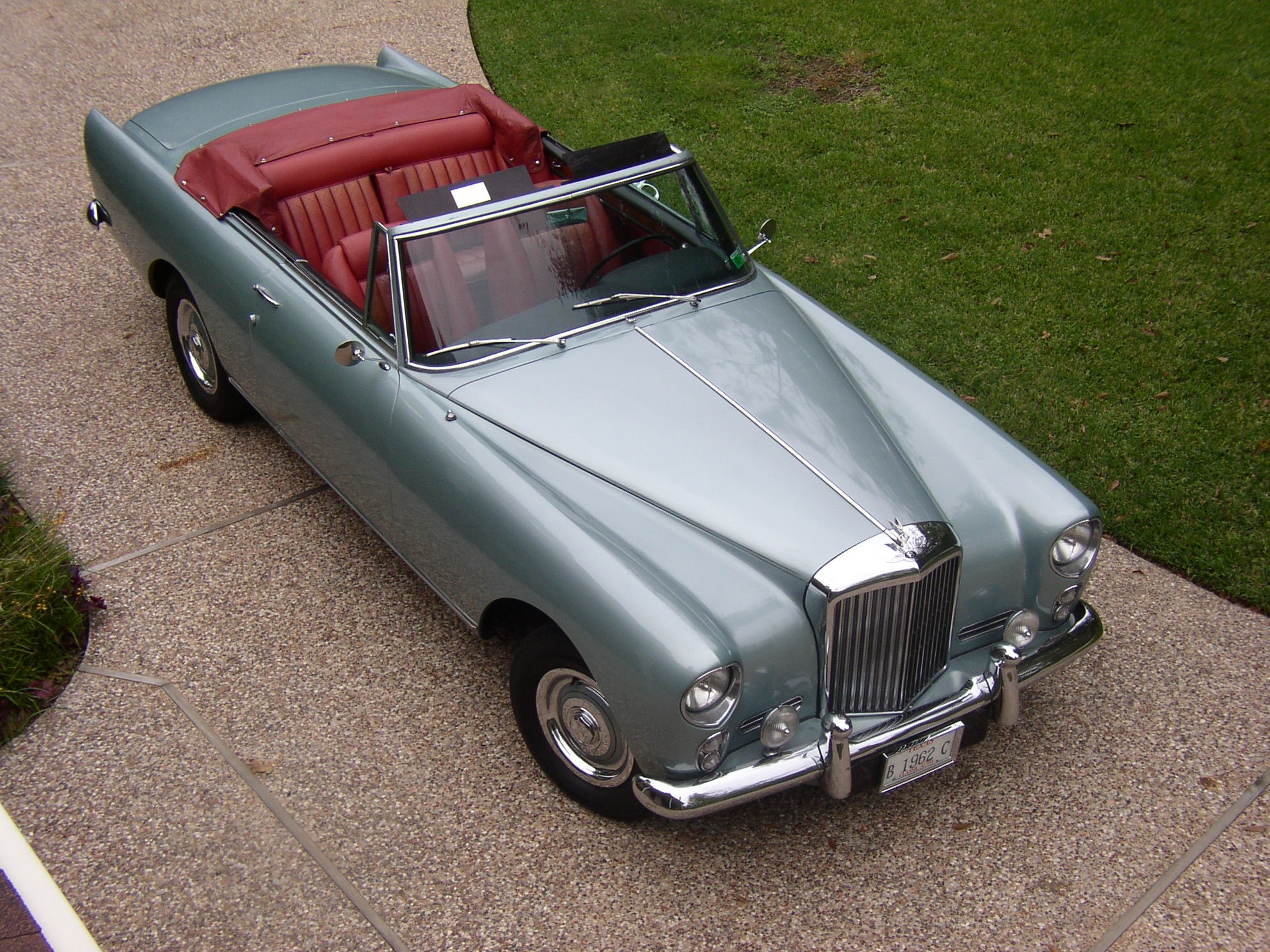
Bentley S2 Continental Park Ward Drop Head Coupé

Park Ward war ein britischer Karosseriebaubetrieb, der 1919 von William M. Park und Charles W. Ward, die zusammen bei F.W. Berwick Ltd. gearbeitet hatten, gegründet wurde. Das Unternehmen hatte seinen Sitz in Willesden (North London). 1961 ging es in dem neu gegründeten Unternehmen Mulliner Park Ward auf.

## Unternehmensgeschichte
Nachdem das Unternehmen in den frühen 1920er-Jahren Karosserien für eine Reihe von Autos hergestellt hatte, verband es sich besonders mit Bentley. 1922 fragte Rolls-Royce an, ob sie sich nicht am Bau von Standardkarosserien für das kleine 20hp-Modell beteiligen wollten. Das Projekt kam zwar nicht zur Ausführung, aber man baute solche Karosserien für Rolls-Royce-Kunden, die ein 40/50hp-Modell auf der British Empire Exhibition 1924 ausstellten. Ab Mitte der 1920er-Jahre konzentrierte sich die Firma auf Bentley- und Rolls-Royce-Modelle.
1933 kaufte Rolls-Royce Anteile an Park Ward, und nach der Übernahme von Bentley durch Rolls-Royce wurde das Unternehmen zur ersten Wahl für Bentley-Kunden, die eine Karosserie für ihren Wagen wollten. Ganzstahlkarosserien wurden 1936 zusätzlich zu den Karosserien in Gemischtbauweise eingeführt. 1939 kaufte Rolls-Royce die übrigen Anteile von Park Ward auf und machte das Unternehmen zur 100-prozentigen Tochter.
Nach dem Zweiten Weltkrieg setzte Park Ward den Bau von Sonderkarosserien in Ganzstahlbauweise fort und wurde von Rolls-Royce zum Bau der Werkskarosserien ihrer Autos ab dem Bentley Mark VI genutzt.
1961 verschmolz Rolls-Royce die Marke mit der neu zugekauften Firma H. J. Mulliner & Co. zu Mulliner Park Ward. Die Geschäfte wurden in der Fabrik in Willesden zusammengefasst und man stellte die Karosserien für Fahrzeuge wie den Rolls-Royce Phantom V und den Bentley S3 Continental her, letztere eine Weiterentwicklung eines Park Ward Designs, das schließlich auch als Rolls-Royce erhältlich wurde.
In den 1990er-Jahren belebte Rolls-Royce den Namen Park Ward neu für spezielle Ausführungen des Silver Spirit und des Silver Seraph.